# Satyrus agave
Satyrus agave är en fjärilsart som beskrevs av Eugen Johann Christoph Esper 1784. Satyrus agave ingår i släktet Satyrus och familjen praktfjärilar. Inga underarter finns listade.